# Bunkier Strausberg (Deutsche Post)
Bunkier Strausberg (Deutsche Post) (niem. Bunker Strausberg der Deutschen Post) – bunkier w Strausbergu, powiat Märkisch-Oderland, land Brandenburgia.

## Charakterystyka miejsca
Zaprojektowany w latach 70. w ramach I programu budowy bunkrów w NRD z 1968. Wzniesiony przy Garzauer Straße. Do użytku oddany w I połowie lat 80. Został przeznaczony na główny bunkier centrali telefonicznej NRD.
Dwukondygnacyjny, o wymiarach 65 × 65 m, o całkowitej powierzchni użytkowej 8500 m².